# Cuando pienses en volver (álbum)
Cuando pienses en volver es el álbum hecho por la disquera Solver Records, en el que incluye temas cantados por Pedro Suárez-Vértiz y otras por su banda, este álbum salió en 2014 durante el concierto de "Cuando pienses en volver".

## Lista de temas
Pedro Suárez-Vértiz® La Banda

| N.º | Título                     | Duración |  |
| 1.  | «Bailar»                   | 3:28     |  |
| 2.  | «No llores más, morena»    | 3:32     |  |
| 3.  | «Nadia (versión bachata)»  | 3:40     |  |
| 4.  | «El triunfo tan soñado»    | 4:20     |  |
| 5.  | «Lo olvidé»                | 4:00     |  |
| 6.  | «Como las mariposas»       | 3:53     |  |
| 7.  | «Amazonas»                 | 4:03     |  |
| 8.  | «Cuando pienses en volver» | 4:15     |  |

Pedro Suárez-Vértiz

| N.º | Título                    | Duración |  |
| 9.  | «Dos mañanas»             | 3:37     |  |
| 10. | «Qué oscuridad»           | 4:28     |  |
| 11. | «Recuéstama»              | 3:56     |  |
| 12. | «Buscando razón»          | 3:58     |  |
| 13. | «Ella y él»               | 3:58     |  |
| 14. | «Mariló»                  | 4:18     |  |
| 15. | «Túnel del tiempo»        | 4:16     |  |
| 16. | «Estoy cansado de llorar» | 3:36     |  |

## DVD
El DVD incluye los videoclips de algunas canciones y una galería de fotos:

| N.º | Título                                                  | Duración |  |
| 1.  | «Cuando pienses en volver»                              | 4:14     |  |
| 2.  | «Amazonas»                                              | 3:59     |  |
| 3.  | «Lo olvidé»                                             | 3:55     |  |
| 4.  | «Bailar»                                                | 3:31     |  |
| 5.  | «Como las mariposas»                                    | 3:55     |  |
| 6.  | «No llores más, morena»                                 | 3:34     |  |
| 7.  | «Nadia (a dúo con Juan Diego Flórez)»                   | 4:10     |  |
| 8.  | «Nadia (english version) (a dúo con Juan Diego Flórez)» | 4:13     |  |
| 9.  | «Galería de fotos»                                      | 1:50     |  |